# مونتیچلو کونته اوتو
مونتیچلو کونته اوتو (به ایتالیایی: Monticello Conte Otto) یک کومونه در ایتالیا است که در استان ویچنزا واقع شده‌است. مونتیچلو کونته اوتو ۱۰ کیلومترمربع مساحت و ۹٬۰۸۲ نفر جمعیت دارد.